# Lijst van vlaggen van Salvadoraanse gemeenten
Dit artikel bevat een lijst van vlaggen van Salvadoraanse gemeenten, gesorteerd per departement. El Salvador telt 262 gemeenten.

## Ahuachapán

Ahuachapán
Apaneca
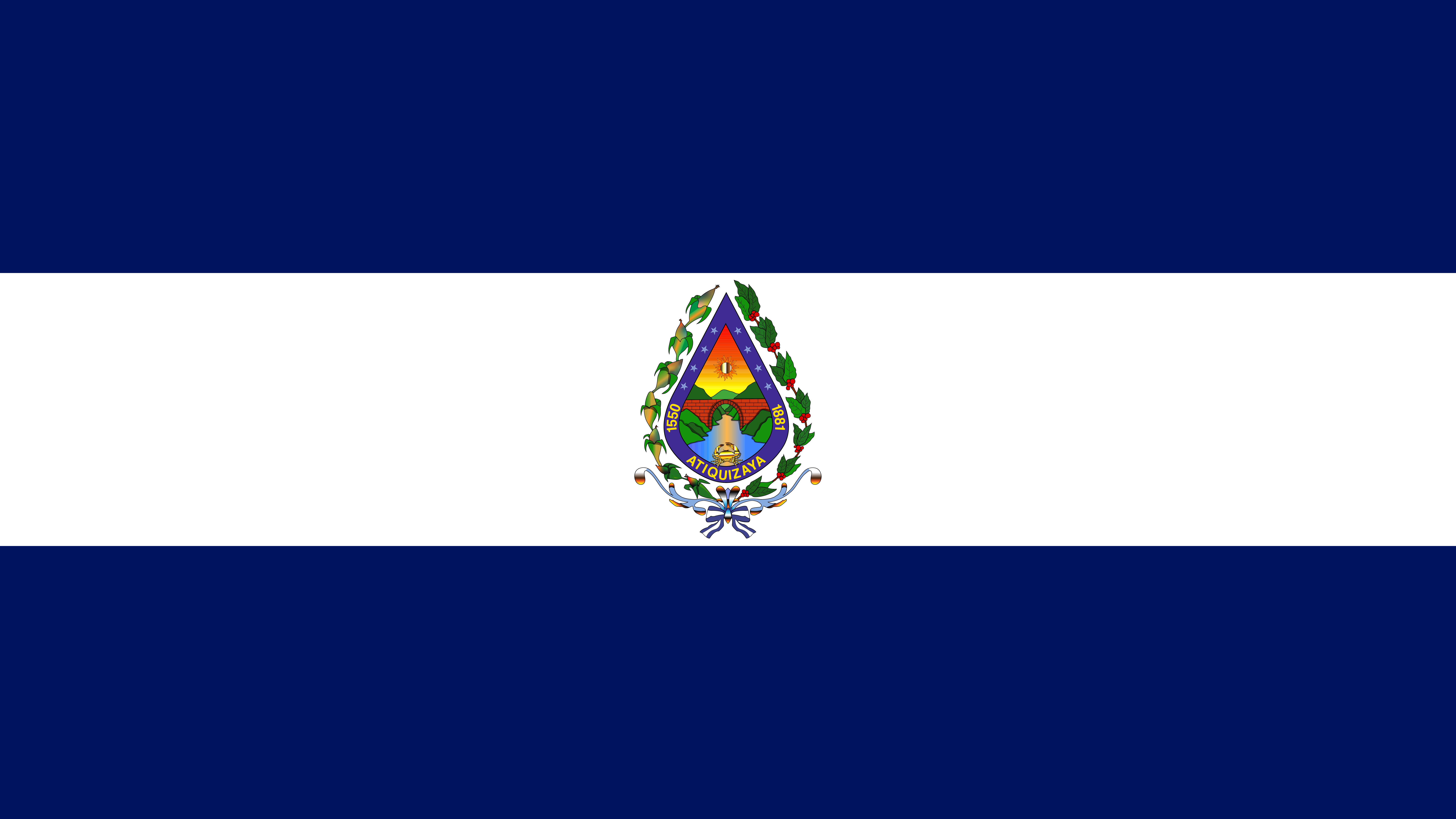
Atiquizaya
Concepción de Ataco
El Refugio
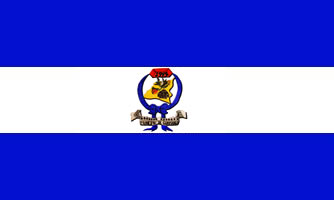
Guaymango
Jujutla
San Francisco Menéndez
San Lorenzo
San Pedro Puxtla
Tacuba
Turín

## Cabañas

Cinquera
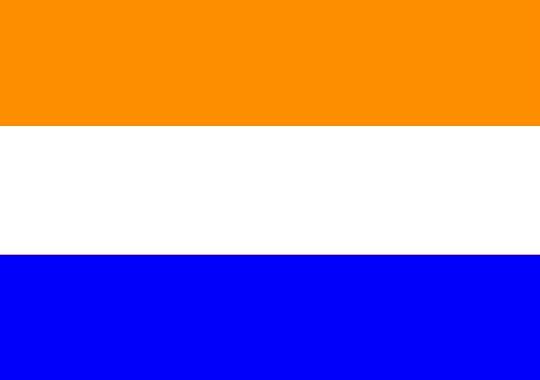
Dolores
Guacotecti
Ilobasco
Jutiapa
San Isidro
Sensuntepeque
Tejutepeque
Victoria

## Chalatenango

Agua Caliente
Arcatao
Azacualpa
Cancasque
Chalatenango
Citalá
Comalapa
Concepción Quezaltepeque
Dulce Nombre de María
El Carrizal
El Paraíso
La Laguna
La Palma
La Reina
Las Flores
Las Vueltas
Nombre de Jesús
Nueva Concepción
Nueva Trinidad
Ojos de Agua
Potonico
San Antonio de la Cruz
San Antonio Los Ranchos
San Fernando
San Francisco Lempa
San Francisco Morazán
San Ignacio
San Isidro Labrador
San Luis del Carmen
San Miguel de Mercedes
San Rafael
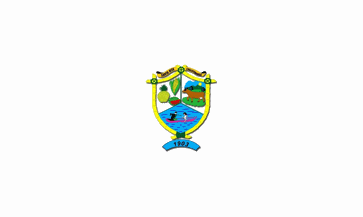
Santa Rita
Tejutla

## Cuscatlán

Candelaria
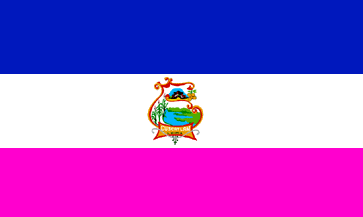
Cojutepeque
El Carmen
El Rosario
Monte San Juan
Oratorio de Concepción
San Bartolomé Perulapía
San Cristóbal
San José Guayabal
San Pedro Perulapán
San Rafael Cedros
San Ramón
Santa Cruz Analquito
Santa Cruz Michapa
Suchitoto
Tenancingo

## La Libertad

Antiguo Cuscatlán
Chiltiupán
Ciudad Arce
Colón
Comasagua
Huizúcar
Jayaque
Jicalapa
La Libertad
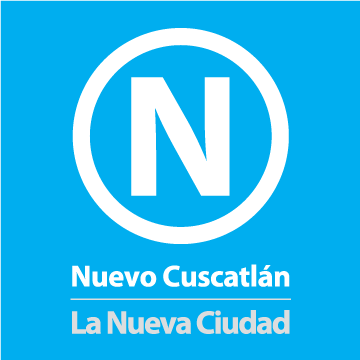
Nuevo Cuscatlán
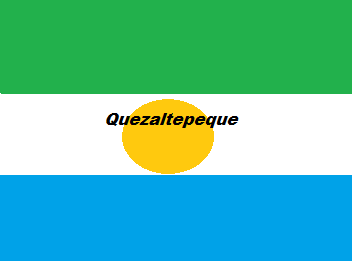
Quezaltepeque
Sacacoyo
San José Villanueva
San Juan Opico
San Matías
San Pablo Tacachico
Santa Tecla
Talnique
Tamanique
Teotepeque
Tepecoyo
Zaragoza

## La Paz

Cuyultitán
El Rosario
Jerusalén
Mercedes La Ceiba
Olocuilta
Paraíso de Osorio
San Antonio Masahuat
San Emigdio
San Francisco Chinameca
San Juan Nonualco
San Juan Talpa
San Juan Tepezontes
San Luis La Herradura
San Luis Talpa
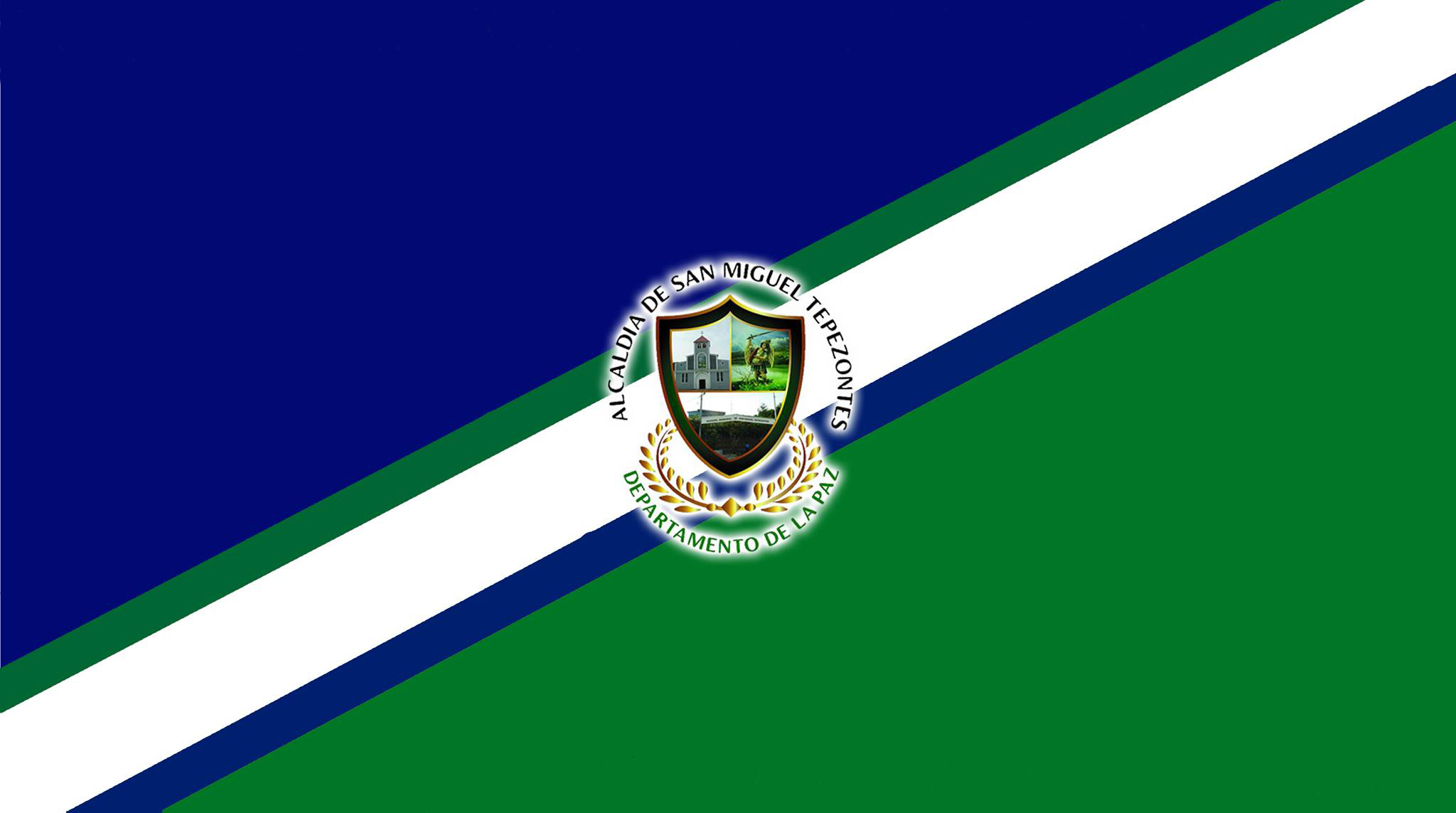
San Miguel Tepezontes
San Pedro Masahuat
San Pedro Nonualco
San Rafael Obrajuelo
Santa María Ostuma
Santiago Nonualco
Tapalhuaca
Zacatecoluca

## La Unión

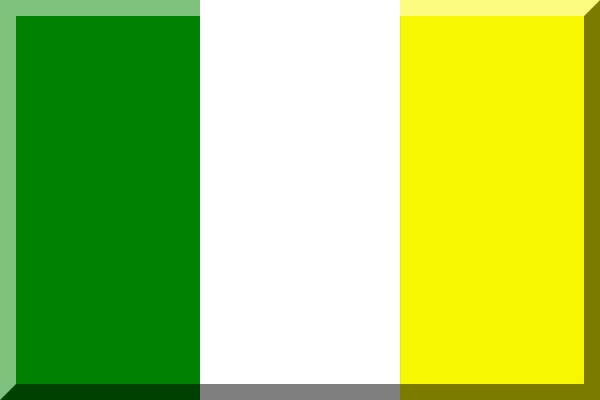
Anamorós
Bolívar
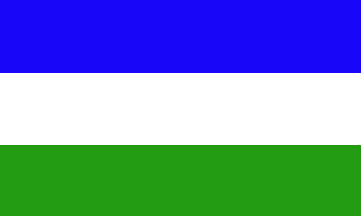
Concepción de Oriente
Conchagua
El Carmen
El Sauce
Intipucá
La Unión
Lislique
Meanguera del Golfo
Nueva Esparta
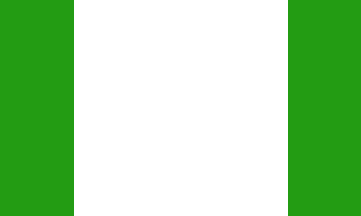
Pasaquina
Polorós
San Alejo
San José
Santa Rosa de Lima
Yayantique
Yucuaiquín

## Morazán

Arambala
Cacaopera
Chilanga
Corinto
Delicias de Concepción
El Divisadero
El Rosario
Gualococti
Guatajiagua
Joateca
Jocoaitique
Jocoro
Lolotiquillo
Meanguera
Osicala
Perquín
San Carlos
San Fernando
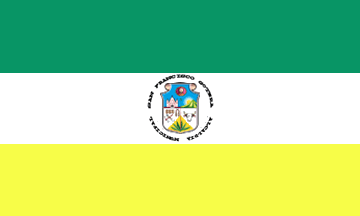
San Francisco Gotera
San Isidro
San Simón
Sensembra
Sociedad
Torola
Yamabal
Yoloaiquín

## San Miguel

Carolina
Chapeltique
Chinameca
Chirilagua
Ciudad Barrios
Comacarán
El Tránsito
Lolotique
Moncagua
Nueva Guadalupe
Nuevo Edén de San Juan
Quelepa
San Antonio
San Gerardo
San Jorge
San Luis de la Reina
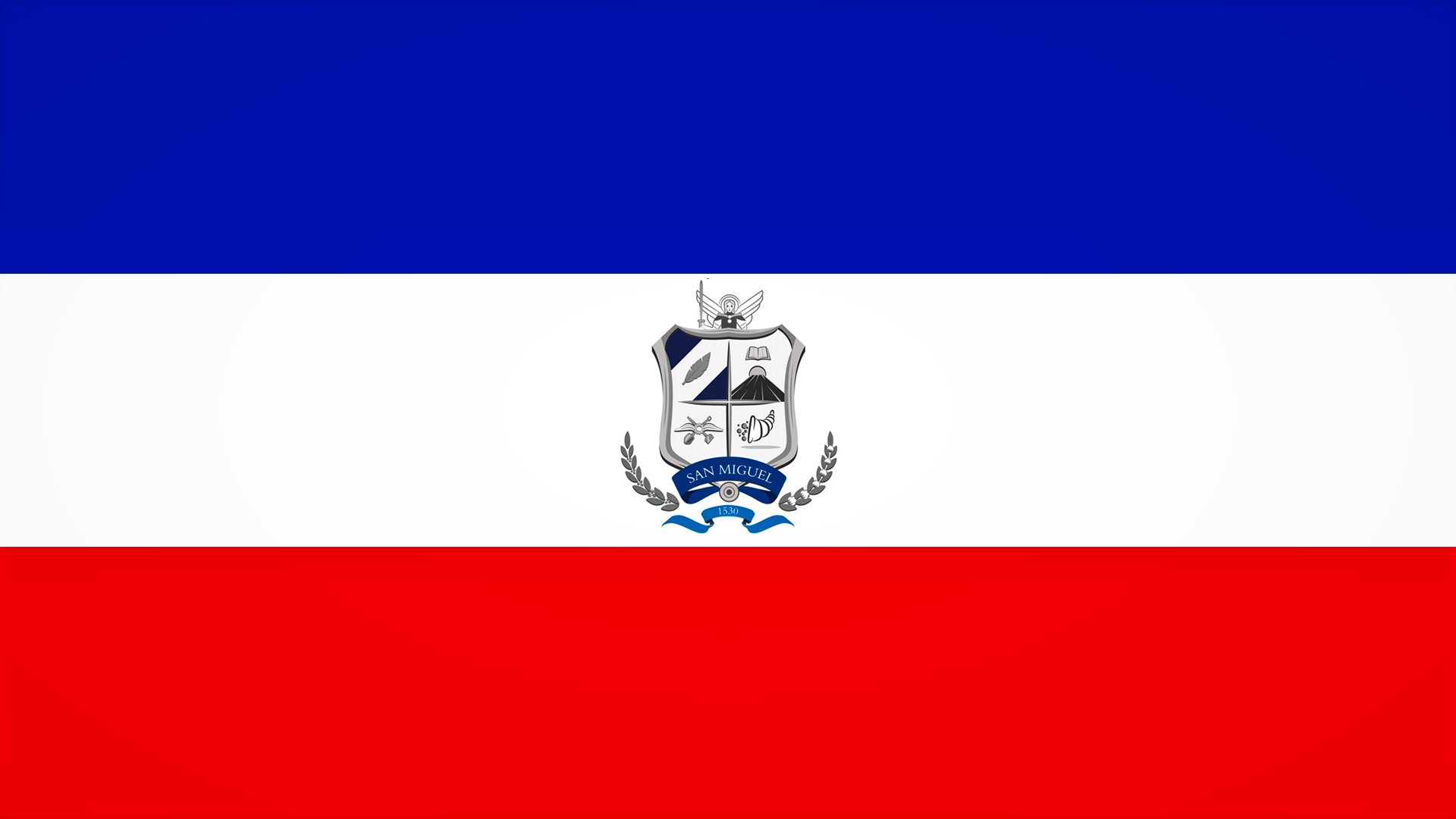
San Miguel
San Rafael Oriente
Sesori
Uluazapa

## San Salvador

Aguilares
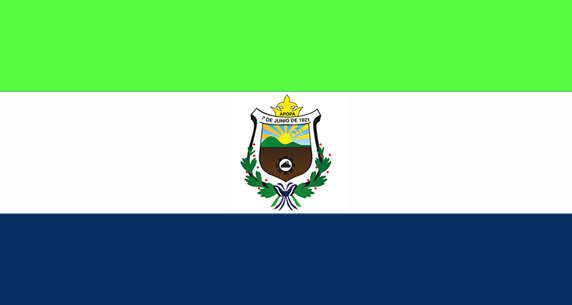
Apopa
Ayutuxtepeque
Cuscatancingo
Delgado
El Paisnal
Guazapa
Ilopango
Mejicanos
Nejapa
Panchimalco
Rosario de Mora
San Marcos
San Martín
San Salvador
Santiago Texacuangos
Santo Tomás
Soyapango
Tonacatepeque

## San Vicente

Apastepeque
Guadalupe
San Cayetano Istepeque
San Esteban Catarina
San Ildefonso
San Lorenzo
San Sebastián
San Vicente
Santa Clara
Santo Domingo
Tecoluca
Tepetitán
Verapaz

## Santa Ana

Candelaria de la Frontera
Chalchuapa
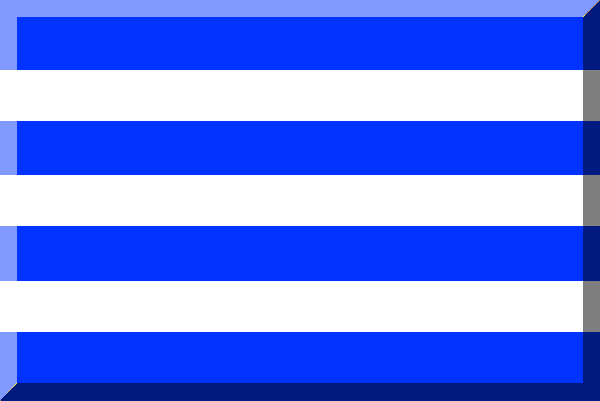
Coatepeque
El Congo
El Porvenir
Masahuat
Metapán
San Antonio Pajonal
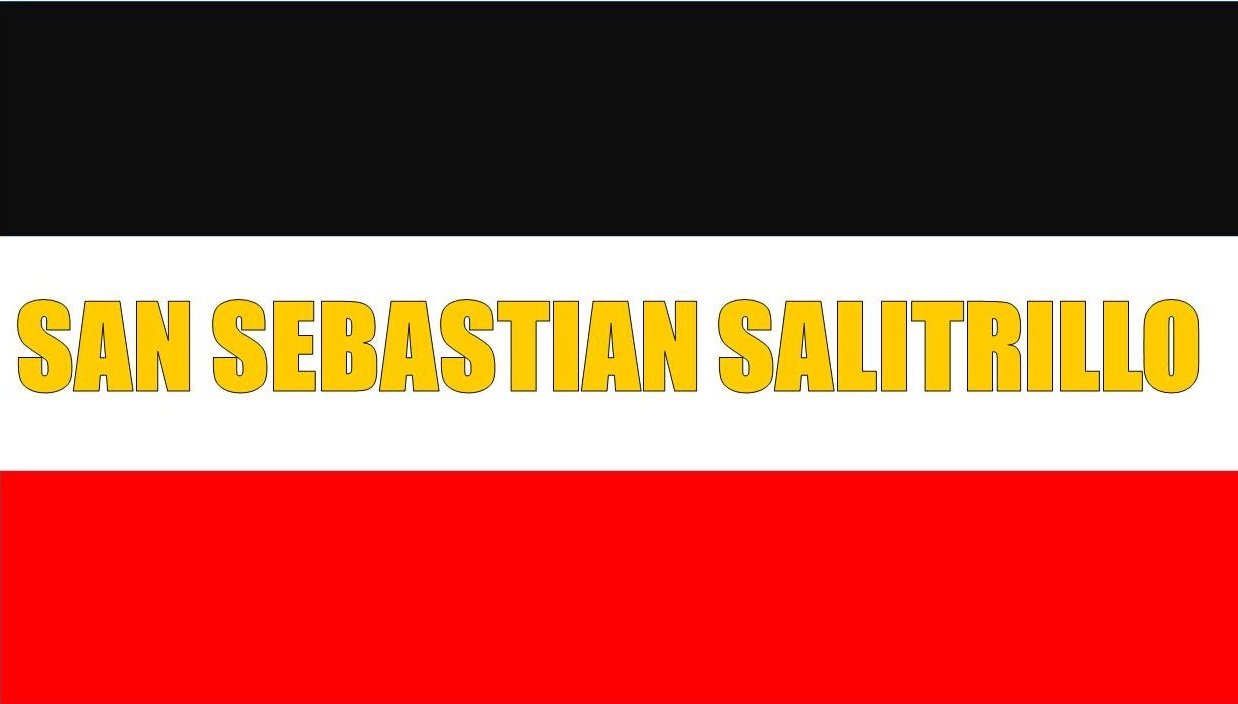
San Sebastián Salitrillo
Santa Ana
Santa Rosa Guachipilín
Santiago de la Frontera
Texistepeque

## Sonsonate

Acajutla
Armenia
Caluco
Cuisnahuat
Izalco
Juayúa
Nahuizalco
Nahulingo
Salcoatitán
San Antonio del Monte
San Julián
Santa Catarina Masahuat
Santa Isabel Ishuatán
Santo Domingo
Sonsonate
Sonzacate

## Usulután

Alegría
Berlín
California
Concepción Batres
El Triunfo
Ereguayquín
Estanzuelas
Jiquilisco
Jucuapa
Jucuarán
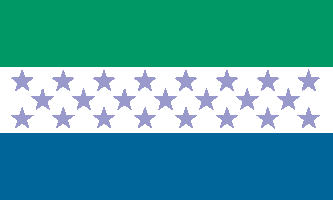
Mercedes Umaña
Nueva Granada
Ozatlán
Puerto El Triunfo
San Agustín
San Buenaventura
San Dionisio
San Francisco Javier
Santa Elena
Santa María
Santiago de María
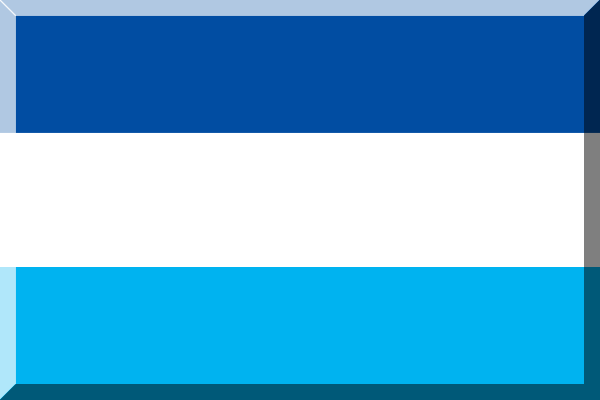
Tecapán
Usulután

Andorra · Armenië · België · Bosnië en Herzegovina · Brazilië · Bulgarije · Canada · Chili · Colombia · Costa Rica · Denemarken · Duitsland · El Salvador · Estland · Frankrijk · Georgië · IJsland · Indonesië · Italië · Kaapverdië · Kosovo · Kroatië · Letland · Liechtenstein · Litouwen · Luxemburg · Malta · Mexico · Montenegro · Nederland · Noord-Macedonië · Noorwegen · Oekraïne · Oostenrijk · Oost-Timor · Polen · Portugal · Roemenië · Rusland · San Marino · Servië · Slovenië · Slowakije · Spanje · Tsjechië · Venezuela · Verenigd Koninkrijk · Verenigde Staten · Wit-Rusland · Zimbabwe · Zwitserland
Historisch: België · Nederland
Zie ook: Vlaggenlijsten (per land) · Vlaggen van afhankelijke gebieden · Vlaggen van subnationale entiteiten (per land) · Lijst van vlaggen van hoofdsteden